# فلوريد ثوريوم رباعي
 فلوريد ثوريوم رباعي مركب كيميائي له الصيغة ThF4 ، ويكون على شكل بلورات بلورات بيضاء .